# هيلاريو لوبيز
هيلاريو لوبيز (بالإسبانية: Hilario López)‏ (مواليد 18 نوفمبر 1907) لاعب كرة قدم مكسيكي راحل كان يجيد اللعب في خط الهجوم .
شارك مع منتخب المكسيك في بطولة كأس العالم 1930 في الأوروغواي .

## وصلات خارجية
- هيلاريو لوبيز على موقع الاتحاد الدولي (مؤرشف)  (الإنجليزية)
- هيلاريو لوبيز على موقع قاعدة بيانات كرة القدم.إي يو (الإنجليزية)
- هيلاريو لوبيز على موقع ناشيونال فوتبول تيمز (الإنجليزية)
- هيلاريو لوبيز على موقع Soccerway.com (الإنجليزية)
- هيلاريو لوبيز على موقع عالم كرة القدم.نت (الإنجليزية)

- هذا السيرة الذاتية